# Waru (langue)
Pour le film, voir Waru.
Le waru est une langue austronésienne parlée en Indonésie, dans l'île de Sulawesi. 
La langue appartient à la branche malayo-polynésienne des langues austronésiennes.

## Situation géographique
Les Waru sont une petite population qui réside sur le cours inférieur du Lindu. Ils étaient autrefois établis au Sud du lac Towuti.

## Classification
Le waru est une des langues bungku-tolaki. Celles-ci forment un des groupes du malayo-polynésien occidental. Le waru est plus particulièrement proche du tolaki.

## Sources
- (en) Alexander Adelaar, « The Austronesian Languages of Asia and Madagascar: A Historical Perspective », dans The Austronesian Languages of Asia and Madagascar, Londres, Routledge, coll. « Routledge Language Family Series », 2005 (ISBN 0-7007-1286-0), p. 1-42
- (en) David Mead, Proto-Bungku-Tolaki: Reconstruction of its Phonology and Aspects of its Morphosyntax (Thèse de doctorat), Houston, Rice University, 1998
- (en) David Mead, « Mori Bawah », dans The Austronesian Languages of Asia and Madagascar, Londres, Routledge, coll. « Routledge Language Family Series », 2005 (ISBN 0-7007-1286-0), p. 683-708